# Очень мюрреевское Рождество
«Очень мюрреевское Рождество» (англ. A Very Murray Christmas) — комедийный мюзикл, режиссёром которого является София Коппола.
Из-за внезапной снежной бури рождественское телевизионное шоу Билла Мюррея на грани срыва — приглашённые гости не могут добраться в такую погоду. Для случайных людей, застрявших вместе с Мюрреем в засыпанном снегом нью-йоркском отеле, праздник всё равно случится.

## Песни
- «The Christmas Blues» — Билл Мюррей
- «Let It Snow, Let It Snow, Let It Snow» — Мюррей, Эми Полер и Джули Уайт
- «Jingle Bells» — Мюррей
- «Do You Hear What I Hear?» — Мюррей и Крис Рок
- «Baby, It’s Cold Outside» — Дженни Льюис и Мюррей
- «Рождественские Святки» — Дмитрий Димитров
- «O Tannenbaum» — Дэвид Йохансен
- «Good King Wenceslas» — Льюис
- «Alone on Christmas Day» — Phoenix, Джейсон Шварцман, Мюррей и Йохансен
- «Christmas (Baby Please Come Home)» — Майя Рудольф
- «I Saw the Light» — Шварцман, Рашида Джонс, Рудольф, Йохансен и Мюррей
- «Fairytale of New York» — Актёрский состав
- «Sleigh Ride» — Мюррей и Майли Сайрус
- «Тихая ночь» — Сайрус
- «Santa Claus Wants Some Lovin'» — Мюррей и Джордж Клуни
- «Let It Snow, Let It Snow, Let It Snow» (реприза) — Мюррей, Сайрус и Клуни
- «We Wish You a Merry Christmas» — Мюррей